# Azecidae
Die Azecidae sind eine Schneckenfamilie aus der Unterordnung der Landlungenschnecken (Stylommatophora). Die Typusgattung Azeca Folin & Bérillon, 1877 wurde bis vor wenigen Jahren von manchen Autoren zu den Cochlicopidae gerechnet. Andere Autoren behandeln die Azecidae als Unterfamilie der Glattschnecken (Cochlicopidae). 

## Merkmale
Die Gehäuse sind länglich-eiförmig, spindelförmig bis annähernd zylindrisch. Die bis etwa 8 Windungen sind wenig gewölbt. Die Schale ist vergleichsweise dick und fest, auch dünn, die Oberfläche glatt und glänzend. Die Farbe variiert von hell-hornfarben bis kirschrot. Die Mündung ist vergleichsweise klein, eiförmig und am oberen Ende zugespitzt; die Längsachse der Mündung steht schräg zur Gehäuselängsachse. Die Mündung ist mit Zähnen und Lamellen versehen, besonders einem parietalen Kallus. Protoconch und Teleoconch haben eine sehr feine Spiralstreifung. Das Gehäuse ist ungenabelt.
Der männliche Geschlechtsapparat ist meist sehr einfach ohne Epiphallus oder mit nur sehr kurzem Epiphallus. Der Samenleiter mündet apikal oder auch  deutlich vor dem Apex in den mäßig langen Penis. Der Retraktormuskel setzt apikal an. Im weiblichen Trakt zweigt der Samenleiter (Vas deferens) relativ weit oben vom Eisamenleiter (Spermovidukt) ab. Der freie Eileiter ist daher vergleichsweise lang. Die Spermathek ist nur mäßig groß, der Stiel vergleichsweise kurz. Die Vagina hat eine dicke muskuläre Lage, in die zahlreich Pigmentzellen eingelagert sind. Der Bereich kurz vor oder nach dem Abzweig des Spermathekstiels vom freien Eileiter kann mehr oder weniger stark verdickt sein. Die Vagina ist kurz bis lang.

## Geographische Verbreitung
Die meisten Arten leben in Südeuropa (Balkan-, Apennin- und Iberische Halbinsel), lediglich eine Art dringt auch bis Mittel- und Westeuropa vor. Zwei Arten kommen auch in Nordafrika (Algerien, Marokko) vor.

## Taxonomie
Das Taxon wurde 1920 von Hugh Watson als Unterfamilie Azecinae aufgestellt. Damit ist der Name auch als Tribus-, Familien- und Überfamilienname verfügbar. Typusgattung ist Azeca Fleming, 1828. Kennard & Woodward (1926) hoben das Taxon auf Familienebene an. In der Folge wurde das Taxon oft als Synonym von Cochlicopidae gewertet. Bouchet & Rocroi (2005) akzeptierten das Taxon, stuften es aber wieder auf Unterfamilienrang innerhalb der Cochlicopoidea zurück. Schileyko (1998) sieht das Taxon als jüngeres Synonym von Cochlicopidae. Nach neueren molekulargenetischen Untersuchungen durch Medaira et al. (2010) sind Azecidae und Cochlicopidae nicht näher miteinander verwandt. Vermutlich müssen sie sogar einer anderen Überfamilie zugewiesen werden. Detaillierte Untersuchungen stehen aber noch aus. Sehr wahrscheinlich sind die Azecidae damit aus der Überfamilie Cochlicopoidea zu entfernen. Derzeit zu den Azecidae gestellte Gattungen und Arten:
- Azeca Fleming, 1828
  - Azeca goodalli (Férussac, 1821)
- Hypnophila Bourghuignat, 1858
  - Hypnophila bisacchii Giusti, 1970
  - Hypnophila boissii (Dupuy, 1850)
  - Hypnophila cyclothyra (Boettger, 1885)
  - Hypnophila cylindracea (Calcara, 1840)
  - Hypnophila dohrni (Paulucci, 1882)
  - Hypnophila emiliana (Bourguignat, 1858)
  - Hypnophila girottii Esu, 1978
  - Hypnophila incerta (Bourguignat, 1858)
  - Hypnophila malagana Gittenberger & Menkhorst in Gittenberger, 1983
  - Hypnophila maroccana (Mousson, 1873)
  - Hypnophila polita (Porro, 1838)
  - Hypnophila psathyrolena (Bourguignat, 1858)
  - Hypnophila pupaeformis (Cantraine, 1835)
  - Hypnophila remyi (Boettger, 1949)
  - Hypnophila zacynthia (Roth, 1855)
- Cryptazeca Folin & Bérillon, 1877
  - Cryptazeca elongata Gómez, 1990
  - Cryptazeca kobelti Gittenberger, 1983
  - Cryptazeca monodonta (de Folin & Bérillon, 1877)
  - Cryptazeca spelaea Gómez, 1990
  - Cryptazeca subcylindrica Folin & Bérillon, 1877
  - Cryptazeca vasconica Zilch, 1973

Schileyko (1998) führt unter den Cochlicopidae noch die Gattung Gomphroa Westerlund, 1902. Die meisten Autoren bewerten dieses Taxon als jüngeres Synonym von Hypnophila Bourguignat, 1858. Würde das Taxon als eigenständiges Taxon anerkannt, müsste es zur Familie Azecidae gestellt werden (Typusart: Zua boissii Dupuy, 1850).

## Belege